# 平川彰
平川 彰（ひらかわ あきら、1915年1月21日 - 2002年3月31日）は、日本の仏教学者。東京大学名誉教授。日本学士院会員。

## 経歴
1915年、愛知県渥美郡老津村（現在の豊橋市）で生まれた。1936年第八高等学校文科乙類入学、1939年東京帝国大学文学部印度哲学梵文学科で学び、1941年に卒業。卒業後は、同大学大学院に進み、1946年東京帝国大学副手に任命される。
1950年、北海道大学助教授に着任。1954年、東京大学文学部印度哲学科助教授に転じた。1959年、学位論文『律蔵の研究』を東京大学に提出して文学博士号を取得。1962年に教授昇格。1975年に東京大学を定年退官、名誉教授の称号を受ける。
その後は早稲田大学教授を務め（1985年3月定年により退職）、1992年より学校法人国際仏教学院設立準備委員長に選任され、1996年より国際仏教学大学院大学教授および国際仏教学院初代理事長を兼任した。
1983年6月 - 1991年7月 日本印度学仏教学会理事長、1985年7月 - 1991年6月まで第13・14期 日本学術会議会員を務める。1993年、学士院会員に選定される。
2002年、老衰のため千葉の自宅で死去。駒込の真浄寺において葬儀が行われた。

## 研究内容・業績
幅広く仏教全体を研究啓蒙し、多くの著述を残した。特に、大乗仏教の新たな起源を論じた『初期大乗仏教の研究』（1968）は方法論的にも斬新であり、また網羅された厖大な資料の意義が評価され、1970年代から90年代まで大乗起源理解のみならず仏教研究の方法に大きな影響を与えた。（しかしその後、グレゴリー・ショペンの「平川説」批判によって研究が深まり、仏塔崇拝を中心とする在家信者教団に大乗の起源を求める仮説は退けられた）。

## 受賞・栄典
- 1975年：紫綬褒章[1]
- 1980年：共同研究『阿毘達磨倶舎論索引』により日本学士院賞を受賞[8]。

## 家族・親族
- 娘婿：インド文学研究者である土田龍太郎[9]。

## 著作
著作は『平川彰著作集 全17巻』にまとめられている。

### 著書
- 律蔵の研究 山喜房仏書林 1960年、後に 平川彰著作集 第9・10巻 に収録 1990-2000年、9) ISBN 978-4-393-11159-8、10) ISBN 978-4-393-11160-4
- 原始仏教の研究 教団組織の原型 春秋社 1964年
- 生活の中の仏教 春秋社 1966年、新版2000年 ISBN 978-4393135013
- 初期大乗仏教の研究 春秋社 1968年、後に 平川彰著作集 第3・4巻 に収録 1989-2000年 3) ISBN 978-4-393-11153-6、4) ISBN 978-4-393-11154-3
- 現代人のための仏教 講談社現代新書 1970年 ISBN 978-4061156388
- 仏教の歴史 佛乃世界社〈佛乃世界新書〉1972年 ISBN 978-4892980022
- インド仏教史 春秋社（上下） 1974-1979年、新版2011年 上) ISBN 978-4393118139 下) ISBN 978-4393118146
- インド・中国・日本仏教通史 1977年、新版2006年 春秋社 ISBN 978-4393118221
- 縁起の世界 富山県教育委員会〈精神開発叢書 67〉1980年
- 八宗綱要 佛典講座（上下） 大蔵出版 1980-1981年、新版2004年 上) ISBN 978-4804354521 下) ISBN 978-4804354538
- 般若心経の新解釈 世界聖典刊行協会〈パープル叢書〉1982年 ISBN 978-4881101070
- 自在に生きる：涅槃経 集英社〈仏教を読む 5〉1984年 ISBN 978-4081830053
- 最澄：天に応える 集英社〈高僧伝 3〉1985年 ISBN 978-4081870035
- 平川彰著作集 （全17巻） 春秋社 1988－2000年  NCID BN02696207
- 法華経の世界 東方出版〈興福寺仏教文化講座 2〉1989年 ISBN 978-4885912306
- 大乗仏教のこころ 東方出版〈興福寺仏教文化講座 3〉1991年 ISBN 978-4885912580
- 仏教入門 春秋社 1992年、新装版 2003年 ISBN 978-4393135259
  - 改題：スタディーズ仏教　2018年 ISBN 978-4393134313
- 大乗仏教入門 第三文明社〈レグルス文庫〉 1998年 ISBN 978-4476012262
- 仏陀の生涯：『仏所行讃』を読む 春秋社〈新・興福寺仏教文化講座 3〉 1998年 ISBN 978-4393132937
- 大乗仏教のこころ 大法輪閣 2021年 ISBN 978-4804614342

### 共編著
- 『新・仏典解題事典』中村元・玉城康四郎、春秋社 1966年
- 『阿毘達磨倶舎論索引』全3巻、平井俊榮・高橋莊・袴谷憲昭・吉津宜英共著、大蔵出版、1973年3月-1978年3月
- 『仏教と心の問題』山喜房佛書林、1980年
- 『仏教研究入門』大蔵出版、1984年
- 『仏教研究の諸問題』山喜房仏書林、1987年
- 『如来蔵と大乗起信論』春秋社、1990年
- 『仏の教え・信じるこころ』望月良晃・平川彰共著、春秋社、1994年
- 『佛教漢梵大辭典』霊友会、1997年
- 『大乗仏教―その教えと生き方』望月良晃・平川彰共著、春秋社、1998年
- 『法華経を読みとく』望月良晃・平川彰共著、春秋社 2000年

### 翻訳
- 『コンゼ仏教：その教理と展開』エドワード・コンゼ（英語版）著、横山紘一との共訳、大蔵出版、1975年 NCID BN01805420
- 『釈尊の過去世物語：本生経』筑摩書房〈仏教選書 釈尊と仏弟子の物語 1〉1987年 ISBN 978-4480841759

### 論文
- CiNii>平川彰
- INBUDS>平川彰

### 記念論集
- 『仏教における法の研究』平川彰博士還暦記念会、春秋社、1977年
- 『仏教思想の諸問題』平川彰博士古稀記念会、春秋社、1985年

## 注・出典
1. 1 2  「平川彰名誉教授略年譜・著作目録」『国際仏教学大学院大学研究紀要』第7号、国際仏教学大学院大学、2004年3月31日、p.i-liii。
2. ↑  加藤純章「弔辞・訃報 夢のある仏教学--追悼・平川彰先生」『印度學佛教學研究』51巻第2号、日本印度学仏教学会、2003年3月、p.727-731 NAID 110002706968
3. ↑  NAID 500000465384
4. 1 2  原實「故平川彰会員追悼の辞」『国際仏教学大学院大学研究紀要』第7号、国際仏教学大学院大学、2004年3月31日、p.lv-lviii。「(p.lviii)『日本学士院紀要』第57巻第2号（平成14年 ）に掲載された追悼文より註を割愛し、転載」
5. ↑  学長 デレアヌ フロリン(DELEANU Florin). “学長挨拶”.   国際仏教学大学院大学. 2023年11月28日閲覧。
6. ↑  日本学士院(物故会員)
7. ↑  馬場紀寿「インド仏教研究の未来：ポスト平川彰時代の仏教学のゆくえ」『印度學佛教學研究』第65巻第2号、日本印度学仏教学会、2017年、755-754（284-285）、doi:10.4259/ibk.65.2_755。
8. ↑  第70回（昭和55年6月11日） 日本学士院
9. ↑  土田健次郎「杉浦さんの思い出」『弘道』第1030号、日本弘道会、平成16(2004)年6月30日。「（p.24）私の兄の義父である仏教学者の平川彰」